# Dangerous Curve Ahead
Dangerous Curve Ahead er en amerikansk stumfilm fra 1921 af E. Mason Hopper.

## Medvirkende
- Helene Chadwick som Phoebe Mabee
- Richard Dix som Harley Jones
- Maurice Bennett Flynn som Anson Newton
- James Neill som Mr. Mabee
- Edythe Chapman som Mrs. Mabee
- Kate Lester som Mrs. Nixon
- Newton Hall som Phoebe's son